# バーニ・ディ・ルッカ
バーニ・ディ・ルッカ（伊: Bagni di Lucca）は、イタリア共和国トスカーナ州ルッカ県にある、人口約5,600人の基礎自治体（コムーネ）。

## 地理

### 位置・広がり

#### 隣接コムーネ
隣接するコムーネは以下の通り。括弧内のPTはピストイア県所属を示す。
- アベトーネ・クティリアーノ (PT)
- ボルゴ・ア・モッツァーノ
- コレリア・アンテルミネッリ
- ペーシャ (PT)
- サン・マルチェッロ・ピテーリオ (PT)
- ヴィッラ・バジーリカ

### 気候分類・地震分類
バーニ・ディ・ルッカにおけるイタリアの気候分類 (it) および度日は、zona E, 2227 GGである。
また、イタリアの地震リスク階級 (it) では、zona 2 (sismicità media) に分類される。

## 行政

### 分離集落
バーニ・ディ・ルッカには、以下の分離集落（フラツィオーネ）がある。
- La Villa, Bagni Caldi, Benabbio, Brandeglio, Casabasciana, Casoli, Cocciglia, Crasciana, Fabbriche di Casabasciana, Fornoli, Granaiola, Isola], Limano, Lucchio, Lugliano, Montefegatesi, Monti di Villa, Palleggio, Pieve di Monti di Villa, Pieve di Contron, Ponte a Serraglio, San Cassiano di Controne, San Gemignano, Val Fegana, Vico Pancellorum

## 姉妹都市
- ロンガローネ、イタリア